# Myrthe Schoot
Myrthe Schoot est une joueuse néerlandaise de volley-ball née le 29 août 1988 à Winterswijk. Elle mesure 1,84 m et joue au poste de libero. Elle totalise 216 sélections en équipe des Pays-Bas.

## Clubs
| Club                    | De        | À         |
| ----------------------- | --------- | --------- |
| Udense Saturnus         | 2004-2005 | 2004-2005 |
| VC Weert                | 2005-2006 | 2005-2006 |
| Longa '59 Lichtenvoorde | 2006-2007 | 2007-2008 |
| Martinus Amstelveen     | 2008-2009 | 2008-2009 |
| TVC Amstelveen          | 2009-2010 | 2010-2011 |
| Rote Raben Vilsbiburg   | 2011-2012 | 2011-2012 |
| Dresdner SC             | 2012-2013 | 2017-2018 |
| Rote Raben Vilsbiburg   | 2018-2019 | …         |

## Palmarès

### Équipe nationale
- Championnat d'Europe
  - Finaliste : 2009, 2015, 2017.

### Clubs
- Championnat des Pays-Bas
  - Vainqueur : 2009, 2010.
- Coupe des Pays-Bas
  - Vainqueur : 2009.
- Championnat d'Allemagne
  - Vainqueur : 2014, 2015, 2016.
  - Finaliste : 2013.
- Coupe d'Allemagne
  - Vainqueur : 2016, 2018.
- Supercoupe d'Allemagne
  - Finaliste : 2016.